# 黑道風雲之收數王
《黑道風雲之收數王》，是一套1999年的港產片，由三位影帝級演員黃秋生、吳鎮宇、張家輝主演，導演為黎繼明。

## 劇情
泊車仔陳阿細（張家輝飾）因欠下債務，被收數公司追數。期間他重遇好友搖頭（海俊傑飾）及扒房（李燦森飾），被他們介紹到揸煲查（吳鎮宇飾）開設的收數公司工作。查為人下流，細大為不屑。一次收數過程中，阿細得到鄧生（惠天賜飾）賞識，結果與搖頭及扒房擺脫揸煲查的控制，自立門戶。因為有辦法，阿細慢慢的成為收數王......

## 演員
| 演员       | 角色             | 备注     |
| 張家輝     | 陳阿細           |          |
| 吳鎮宇     | 查兆倫（揸煲查） |          |
| 黃秋生     | 潮州湛           |          |
| 李燦森     | 扒房             |          |
| 海俊傑     | 搖頭             |          |
| 羅冠蘭     | 陳阿細之母       |          |
| Turbo Kong | 鐵打             |          |
| 惠天賜     | 鄧生             |          |
| 李道瑜     | 泰哥             | 鄧生手下 |
| 李曉彤     | Fion             | 女警     |
| 黎彼得     | 大頭朱           | 客串     |
| 劉錫賢     | 盧公子           | 客串     |
| 許思敏     | 梁永發妻子       |          |

## 外部參考
- 開眼電影網上《黑道風雲之收數王》的資料（繁體中文）
- 香港影庫上《黑道風雲之收數王》的資料（繁體中文）
- 时光网上《黑道風雲之收數王》的資料（简体中文）
- 豆瓣电影上《黑道風雲之收數王》的資料 （简体中文）
- 互联网电影数据库（IMDb）上《黑道風雲之收數王》的资料（英文）